# Торањ (Пакрац)
Торањ је насељено место у саставу града Пакраца, у западној Славонији, Република Хрватска.

## Историја

### Назив
Село је добило назив по локалној капели из 15. века, данас познатој као капела светог Пантелејмона, која личи на торањ.

### Капела светог Пантелејмона
У селу се налази гробљанска капела светог Пантелејмона из 15. века, која је смјештена на мјесту званом Градско брдо. Претпоставља се да је капелу изградила мађарска феудална породица Тетењи (мађ. Tétény). Капела је грађена у готском стилу тролисне основе са главним улазом према западу. Грађена је од опеке и спада у вредан пример средњовековне сакралне архитектуре у Славонији. Капелу, која спада у предтурско време, срушили су Турци у 16. веку, а обновљена је у 18. Тада је служила православном богослужју и 1757. посвећена је светом Пантелејмону. У капели је служен обред све до изградње нове православне цркве у Торњу 1931. Капела је поновно напуштена, обнова је почела 1990, а завршена после рата у Хрватској.
Капела је данас споменик хрватске културне баштине највише категорије.

## Становништво
На попису становништва 2011. године, Торањ је имао 75 становника.

## Попис 1991.
На попису становништва 1991. године, насељено место Торањ је имало 292 становника, следећег националног састава:
| Попис 1991.‍  | Попис 1991.‍  | Попис 1991.‍ | Попис 1991.‍ | Попис 1991.‍ |
| ------------ | ------------ | ----------- | ----------- | ----------- |
|              |              |             |             |             |
| Срби         | Срби         |             | 201         | 68,83%      |
| Хрвати       | Хрвати       |             | 36          | 12,32%      |
| Италијани    | Италијани    |             | 14          | 4,79%       |
| Мађари       | Мађари       |             | 13          | 4,45%       |
| Југословени  | Југословени  |             | 11          | 3,76%       |
| Чеси         | Чеси         |             | 8           | 2,73%       |
| Немци        | Немци        |             | 1           | 0,34%       |
| неопредељени | неопредељени |             | 4           | 1,36%       |
| непознато    | непознато    |             | 4           | 1,36%       |
| укупно: 292  |              |             |             |             |